# 塞卡尔王国
塞卡尔王国，初称卡比图瓦尔王国（Kerajaan Kabituwar），是印度尼西亚西巴布亚省邦巴赖半岛现存的9个伊斯兰传统王国之一。其他8个王国分别是阿蒂-阿蒂、帕蒂皮、伦巴蒂、法塔加尔、阿尔古尼、韦尔图阿尔、纳马托塔和凯马纳。该国位于今西巴布亚省法克法克县科卡斯区奥宁半岛，首都是塞卡尔。该国最初与韦尔图阿尔王国同为伦巴蒂王国的附庸国，后来取得独立；再后来，成为蒂多雷苏丹国的附庸国。